# Пуща-Водицький провулок
Пу́ща-Води́цький прову́лок — провулок у Подільському районі міста Києва, місцевість Кинь-Ґрусть. Пролягає від Пуща-Водицької вулиці до вулиці Сажина.

## Історія
Провулок виник у середині XX століття, мав назву 723-й Новий. Сучасна назва — з 1955 року.
У 1944–1955 роках назву Пущеводицький провулок мала нині зникла Аральська вулиця в місцевості Вітряні гори.